# Барцесто (Бергамо)
Барцесто је насеље у Италији у округу Бергамо, региону Ломбардија.
Према процени из 2011. у насељу је живело 162 становника. Насеље се налази на надморској висини од 1071 м.